# Talasjärvi (sjö i Kajanaland)
Talasjärvi är en sjö i Finland. Den ligger i kommunen Suomussalmi i landskapet Kajanaland, i den nordöstra delen av landet, 600 km norr om huvudstaden Helsingfors. Talasjärvi ligger 230 meter över havet. Den är 21 meter djup. Arean är 27,4 hektar och strandlinjen är 3,35 kilometer lång. Sjön  ingår i Uleälvens huvudavrinningsområde. 